# Hanchipura, Nagamangala
Hanchipura là một làng thuộc tehsil Nagamangala, huyện Mandya, bang Karnataka, Ấn Độ.